# Jan Oosterbaan (volleyballer)
Jan Martinus (Jan) Oosterbaan (Voorburg, 10 november 1937) is een voormalig Nederlands volleybalinternational.
Jan Oosterbaan behoorde tot het eerste Nederlandse volleybalteam dat afgevaardigd werd naar de Olympische Spelen. In 1964 werd in Tokio judo en volleybal geïntroduceerd als Olympische sport. Nederland werd bij de Zomerspelen van 1964 achtste van de tien deelnemende landen.
Frank Constandse · Jacques Ewalds · Rob Groenhuijzen · Jan van der Hoek · Jurjaan Koolen · Jaap Korsloot · Jan Oosterbaan · Dinco van der Stoep · Piet Swieter · Joop Tinkhof · Jacques de Vink · Hans van Wijnen